# SN 2013fs
SN 2013fs es una supernova, ubicada en la galaxia espiral NGC 7610, descubierta por la Fábrica Transitoria de Palomar en el Observatorio Palomar en octubre de 2013 (y originalmente llamado iPTF 13dqy). Se descubrió aproximadamente 3 horas desde la explosión y se observó en rayos ultravioleta y rayos X, entre otras, durante varias horas. Los espectros ópticos se obtuvieron a partir de las 6 horas de la explosión, haciendo estas las observaciones más detalladas que se hayan hecho de una supernova en tan poco tiempo.
La estrella que produjo SN 2013fs fue una supergigante roja, probablemente alrededor de 10 veces la masa de nuestro Sol y no era más de unos pocos millones de años más viejo cuando explotó. La estrella estaba rodeada por una capa relativamente densa de gas arrojado por la estrella dentro antes de que explotara. La radiación emitida por la explosión de la supernova iluminó su cáscara, que tenía una masa de aproximadamente una milésima parte de nuestro sol, y su franja exterior era aproximadamente 5 veces la distancia de Neptuno de nuestro sol.